# ميدالية الحرب (الدولة العثمانية)

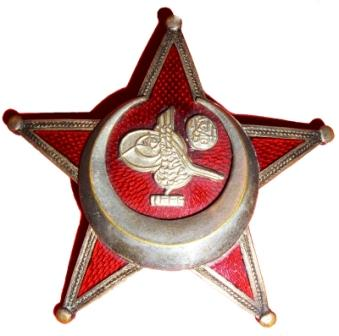
ميدالية الحرب

ميدالية الحرب (بالتركية الحديثة: Harp Madalyası) هي آخر ميدالية عسكرية منحتها الدولة العثمانية قبل سقوطها، إذ أنشأها في 1 مارس 1915 السلطان محمد رشاد تقديرًا لمن أبدوا شجاعة استثنائية في الحرب العالمية الأولى من جنود الدولة العثمانية ودول المركز.
أطلق الإنجليز على هذه الميدالية اسم نجمة غاليبولي (بالإنجليزية: Gallipoli Star)‏، بينما أطلق عليها الألمان اسم الهلال الحديدي (بالألمانية: Eiserner Halbmond) في إشارة إلى وسام الصليب الحديدي الألماني.

## من الحاصلين عليها
- الأمير عثمان فؤاد
- فالتر مودل (22 نوفمبر 1917)[2]
- فوزي جاكماق (2 أكتوبر 1915)
- كارل دونيتز (7 نوفمبر 1916)[3]
- محيي الدين باشا
- مصطفى كمال (أتاتورك فيما بعد): في 11 مايو 1918 (فضية).
- نيكولا زيكوف: رئيس أركان الجيش البلغاري في الحرب العالمية الأولى.
- الشاويش محمد البجالي.

## معرض صور

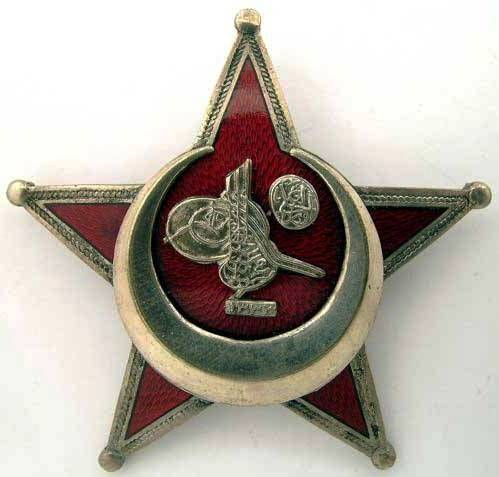
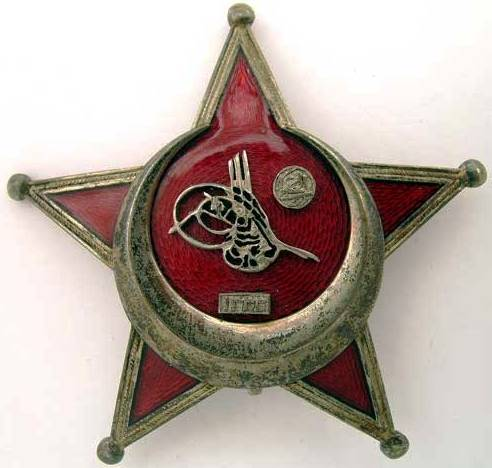
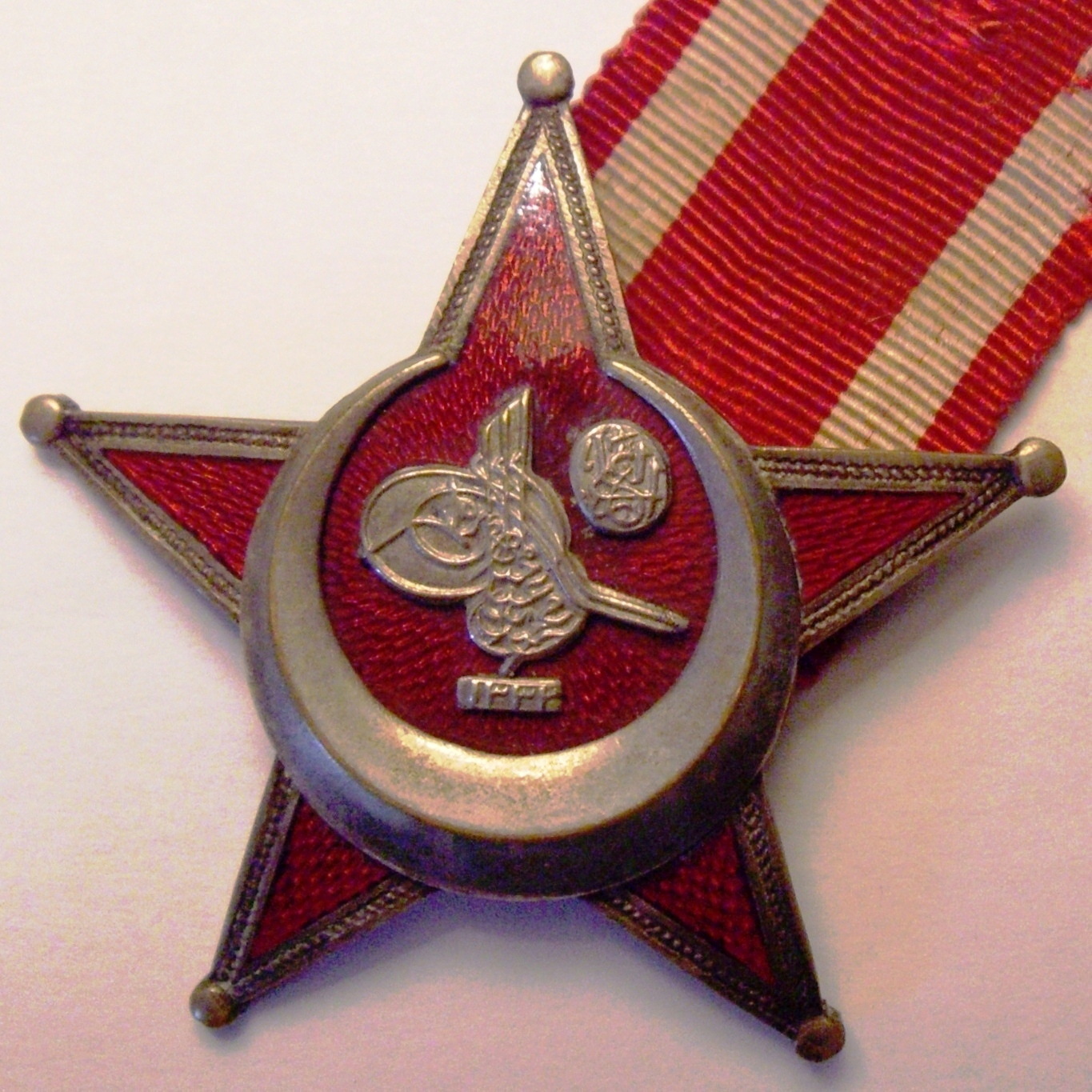
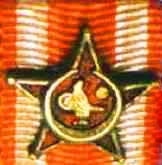
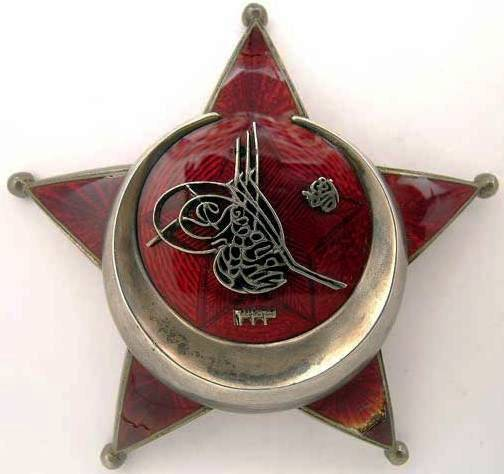
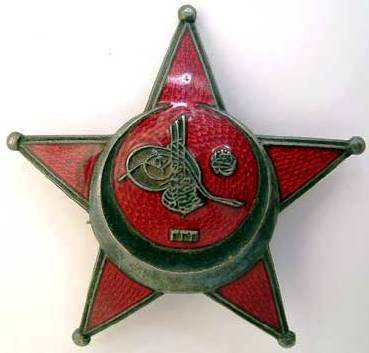